# هربرت فرايدمان
هربرت فرايدمان (بالإنجليزية: Herbert Friedmann)‏ هو عالم حشرات وعالم طيور أمريكي، ولد في 22 أبريل 1900 في بروكلين في الولايات المتحدة، وتوفي في 14 مايو 1987 في لاغونا هيلس في الولايات المتحدة.